# On és Parsifal?
On és Parsifal? (títol original: Where Is Parsifal?) és una pel·lícula britànica de Henri Helman estrenada l'any 1983. El repartiment inclou Tony Curtis, Donald Pleasence, Erik Estrada i Orson Welles. Es va presentar en la secció Un Certain Regard del  Festival de Canes de 1984. Va ser el darrer paper de Peter Lawford abans de la seva mort l'any següent. Ha estat doblada al català.

## Argument
Parsifal Katzenellenbogen (Tony Curtis) Curtis) és un excèntric hipocondríac que ha inventat un laser que escriu al cel. Parsifal convida homes de negocis al seu castell en les esperances de vendre la seva invenció. Els compradors potencials inclouen el gàngster Henry Board II (Erik Estrada) acompanyat de l'estrella de cinema Montague Chippendale (Peter Lawford), Scotsman Mackintosh (Donald Pleasence), i el gitano Klingsor  (Orson Welles).

## Repartiment
- Tony Curtis: Parsifal Katzenellenbogen
- Orson Welles: Klingsor
- Berta Domínguez D.: Elba (amb el nom de "Cassandra Domenica")
- Donald Pleasence: Macintosh
- Erik Estrada: Henry Board II
- Peter Lawford: Montague Chippendale
- Ron Moody: Beersbohm
- Christopher Chaplin: Ivan
- Nancy Roberts: Ruth
- Ava Lazar: Sheila
- Arthur Beatty: Jasper
- Victoria Burgoyne: Gabriella Veronica
- Frank Jakeman: guardaespatlles de la mafia
- Harry Fiedler: un transeünt
- James Payne: el taxista

## Estrena
Sovint és considerada incorrectament  una pel·lícula perduda, ja que mai no ha estat comercialment disponible al Regne Unit o als  EUA, tanmateix la pel·lícula es va estrenar en vídeo casolà a (com a mínim) Itàlia, Els Països Baixos i  Austràlia (per Seven Keys Video) durant els anys 1980. La malinformació sobre la pel·lícula perduda és a causa del fet que tot i exhibir-se al Festival de Cinema de Canes de 1984, es retirés abans de la seva data d'estrena oficial al Regne Unit. El maig de 2013, el film va aparèixer a la xarxa de streaming Netflix.